# Гликман, Тимофей Абрамович
Тимофе́й Абра́мович Гли́кман (псевдоним Тимофе́й Грек; 6 марта 1882, Бендеры, Бессарабская губерния — 10 мая 1933, Москва) — русский писатель, филолог-эллинист, фотограф, переводчик с испанского, итальянского, немецкого и греческого языков.

## Биография
Родился в Бендерах в семье провизора Абрама Тимофеевича Гликмана и его жены Анны. Окончил 1-ю Кишинёвскую гимназию. Учился на медицинском факультете Новороссийского университета (1904). Затем работал в Бендерах и Кишинёве. С 1910 года учился на историко-филологическом факультете в Императорском университете Святого Владимира в Киеве. В 1916 году работал фотографом в Ленкорани, где 1 февраля родился его сын Эрос, в будущем художник (среди прочего выполнил иллюстрации к сделанному его отцом переводу романа Адзельо «Этторе Фьерамоска, или Барлеттский турнир») и где его отец управлял аптекой А. и. Э. О. Венцеля. В 1930-е годы работал в библиографическом отделе московского радиоцентра.
Занимался литературой с 1906 года, с 1908 года публиковался в петербургской газете «Речь». Первый переводчик Константиноса Кавафиса на русский язык (около 1931). Переводил также современного греческого прозаика Димостениса (Демосфена) Вутираса (1871—1958), с 1931 года состоял с ним в переписке (корреспонденция вошла в Полное собрание сочинений Д. Вутираса под редакцией В. Цокопулоса). С итальянского языка перевёл роман Массимо де Адзельо «Этторе Фьерамоска, или Турнир в Барлетте» (1838), Франческо Перри «Эмигранты» (1928), новеллы и пьесы Луиджи Пиранделло; с испанского — роман Рамона Валье-Инклана «Тиран Бандерас» (1926), с немецкого — известный труд немецкого музыковеда Курта Закса «Современные оркестровые музыкальные инструменты» (1932).

## Семья
- Братья — Сергей Абрамович Гликман, химик-органик; Евгений Абрамович Гликман, помощник присяжного поверенного Кишинёвской судебной палаты, поэт, автор сборника стихов «Стихотворения: 1908—1916» (Саратов: тип. Л. Н. Авербах, 1917. — 111 с.), изданных в 1917 году отдельными изданиями в Саратове пьес «Эда» (драма в 3 действиях) и «Медичка» (шутка в 1 действии, псевдоним «Чайльд  Гарольд»)[6].
  - Племянник — Леонид Сергеевич Гликман (1929—2000), палеонтолог, доктор биологических наук.
    - Внучатые племянники — журналисты Екатерина Леонидовна Гликман и Сергей Леонидович Шолохов.
- Жена — Александра Филипповна Гликман, фармацевт.
  - Сын — Эрос Тимофеевич Гликман (1916 — около 1936), художник, график, был репрессирован будучи студентом первого курса художественного факультета Московского полиграфического института 28 декабря 1933 года, осуждён на два года ИТЛ, заключение отбывал в Темниковском исправительно-трудовом лагере на станции Потьма (освобождён 16 октября 1935 года); работал художником в театре в Саранске, 15 декабря 1935 года жил в Кашире, дальнейшая судьба неизвестна[7][8].

## Творчество
- Крейцерова соната (повесть, Киев, 1912)

### Переводы
- Луиджи Пиранделло. Свадьба на похоронах. М.— Пг.: Земля и фабрика (ЗИФ), 1920.
- Луиджи Пиранделло. Так жить нельзя (новеллы). М.: Круг, 1927.
- Франческо Перри. Эмигранты (роман). Перевод с итальянского Т. А. Гликмана. М.: Федерация, 1930.
- Курт Закс. Современные оркестровые музыкальные инструменты. Перевод с немецкого Т. А. Гликмана. М.: Госмузиздат, 1932; М.: Музыка, 1982.
- Адзельо М. Этторе Фьерамоска, или Барлеттский турнир (с С. С. Розановым). Иллюстрации Эроса Гликмана. М.—Л.: Academia, 1934.
- Рамон дель Валье-Инклан. Тиран Бандерас (роман). Перевод с испанского Т. А. Гликмана. М.—Л.: Гослитиздат, 1959.